# Joe Lovano
Joseph Salvatore „Joe“ Lovano (* 29. Dezember 1952 in Cleveland, Ohio) ist ein US-amerikanischer Jazzmusiker (Tenor- und Sopransaxophon, auch weitere Instrumente, Komposition). Der Musiker hat nach Martin Kunzler „sein umfassendes Können konsequent und in unterschiedlicher stilistischer Umgebung so weit entwickelt,“ dass er die Geschichte des Tenorsaxophons auf einen eigenen Nenner gebracht und sich als Nachfolger Joe Hendersons empfohlen hat.

## Leben und Wirken
Lovano wurde bereits als Kind von seinem Vater, dem Tenorsaxophonisten Tony „Big T“ Lovano auf dem Altsaxophon ausgebildet; nach fünf Jahren wechselte er zum Tenorsaxophon. Nach der Highschool besuchte er in den frühen 1970er Jahren die Berklee School of Music in Boston, wo er Schüler von Herb Pomeroy, Joe Viola, Andy McGhee, John LaPorta und Gary Burton war und mit Musikern wie John Scofield, Bill Frisell und Kenny Werner arbeitete. Die Berklee School verlieh ihm 1994 den Distinguished Alumni Award und 1998 einen Ehrendoktortitel.
Nach der Berklee School spielte Lovano mit Dr. Lonnie Smith, der ihn nach New York brachte, sein erstes Album Afrodesia ein. Nach einer Zusammenarbeit mit Jack McDuff nahm er an Woody Hermans Jubiläumstournee teil, deren Höhepunkt das The 40th Anniversary Concert in der Carnegie Hall 1976 war, an dem auch Stan Getz, Frank Tiberi, Zoot Sims, Al Cohn, Jimmy Giuffre und Flip Phillips teilnahmen.
Nach drei Jahren der Zusammenarbeit mit Woody Herman, in denen er auch an einer Europatournee teilnahm, ließ sich Lovano in New York nieder. Hier begann seine Zusammenarbeit mit der Sängerin und Tänzerin Judi Silvano, die er später heiratete. Mit dem Mel Lewis Orchestra entstanden bis 1992 sechs Alben. Daneben arbeitete er u. a. mit Elvin Jones, Carla Bley, Lee Konitz, Charlie Haden und Bob Brookmeyer. Seit 1981 trat er auch mit Paul Motian und Bill Frisell auf. Von 1989 bis 1993 war er Mitglied des John Scofields Quartett. Daneben trat er u. a. mit Gunther Schuller, Herbie Hancock, Bobby Hutcherson, Dave Brubeck, Billy Higgins, Dave Holland, Ed Blackwell, Michel Petrucciani, Abbey Lincoln, Tom Harrell, McCoy Tyner und Jim Hall auf. Mit Dave Liebman entstand 2007 Compassion: The Music of John Coltrane (Resonance Records).
1985 erschien mit Tones, Shapes and Colors sein erstes Album als Bandleader, 1991 sein erstes Album bei Blue Note From The Soul. Es folgten Universal Language, Down Beat und 1994 Tenor Legacy mit Joshua Redman, das für einen Grammy nominiert wurde. Auf Rush Hour spielte er 1995 neben eigenen Kompositionen Stücke von Charles Mingus, Ornette Coleman, Thelonious Monk, Duke Ellington und Gunther Schuller mit teils großer Besetzung ein.
Die weiteren Einspielungen der 1990er Jahre präsentieren fast alle feste Working Bands, zum Teil mit Gästen. Sein Album Quartets at the Village Vanguard wurde 1996 Jazz Album of the Year des Down Beat Magazins und erhielt 1997 zwei Grammy-Nominierungen. Auch Joe Lovano Celebrating Sinatra (1997) wurde 1998 für einen Grammy nominiert. Mit Gonzalo Rubalcaba spielte er 1998 Flying Colors ein. Es folgten Trio Fascination (1998 mit Elvin Jones und Dave Holland), Friendly Fire (1999 mit Greg Osby), 52nd Street Themes (2000, mit Arrangements von Willie „Face“ Smith), Flights of Fancy (2001), Viva Caruso (2002), On This Day... At the Vanguard (2003), I’m All for You (2004) und Joyous Encounter (2005).
Seit langem spielt der Musiker mit Saxophonen in Spezialanfertigung aus der italienischen Herstellerwerkstatt Borgani: Borgani-Lovano Tenor mit Pearl Silver body and Gold 24K keys.
Lovano ist der Leiter des Quintetts Us Five, mit welchem er 2009 zusammen mit Esperanza Spalding, James Weidman, Francisco Mella und Otis Brown III das Album Folk Art einspielte. Zwei Jahre später erschien das ebenfalls gemeinsam eingespielte Album Bird Songs mit Neuinterpretationen von Stücken von Charlie „Bird“ Parker. Es brachte ihm eine weitere Grammy-Nominierung ein. In gleich gebliebener Bandbesetzung, nur bei einzelnen Tracks mit Peter Slavov statt Spalding, legte das Quintett bereits Ende 2012 ein weiteres Album vor mit dem Titel Cross Culture. Es ist sein 23. Album unter eigenem Namen, betont aber das gemeinsame Erschaffen der Musik auf gleicher Augenhöhe. Lovano wird zitiert mit den Worten: „It wasn’t just to play at the same time, but to collectively create music within the music.“
Weiterhin leitet Lovano mit dem Trompeter Dave Douglas das Quintett Sound Prints (Scandal, 2018).
Lovano war an vielen Einrichtungen als Dozent tätig, etwa 1983 bis 1990 für das William Patterson College in New Jersey und die New York University. Seit 2001 lehrt er am Berklee College of Music auf dem Gary Burton Chair for Jazz Performance.

## Diskographische Hinweise
- Tones, Shapes & Colors (Soul Note, 1985)
- Hometown Sessions (JSL, 1986)
- Solid Steps (Jazz Club, 1986)
- Village Rhythm (Soul Note, 1988)
- Worlds (Evidence, 1989)
- Landmarks (Blue Note, 1990)
- Sounds of Joy (Enja, 1991)
- From the Soul (Blue Note, 1991)
- Universal Language (Blue Note, 1992)
- Tenor Legacy (Blue Note, 1993)
- Quartets: Live at the Village Vanguard (Blue Note, 1994)
- Rush Hour (Blue Note, 1994)
- Ten Tales (Sunnyside, 1994)
- Celebrating Sinatra (Blue Note, 1996)
- Tenor Time (Somethin’ Else, 1996)
- Trio Fascination: Edition One (Blue Note, 1998)
- 52nd Street Themes (Blue Note, 2000)
- Flights of Fancy: Trio Fascination Edition Two (Blue Note, 2001)
- Viva Caruso (Blue Note, 2002)
- I’m All For You (Blue Note, 2004)
- Joyous Encounter (Blue Note, 2005)
- Streams of Expression (Blue Note, 2006)
- Symphonica (Blue Note, 2008, mit dem WDR Rundfunkorchester Köln und der WDR Big Band)
- Us Five: Bird Songs (Blue Note, 2011)
- Us Five: Cross Culture (Blue Note, 2013)
- Classic! Live at Newport (Blue Note, 2016) feat. Hank Jones, George Mraz & Lewis Nash
- Dave Douglas / Joe Lovano Sound Prints: Scandal (Greenleaf 2018)
- Trio Tapestry (ECM, 2019, mit Marilyn Crispell & Carmen Castaldi)
- Marcin Wasilewski Trio / Joe Lovano: Arctic Riff (ECM, 2020)
- Trio Tapestry: Garden of Expression (ECM, 2021)
- Dave Douglas / Joe Lovano Sound Prints: Other Worlds (Greenleaf, 2021)
- Trio Tapestry: Our Daily Bread (ECM, 2023)
- Homage (ECM, 2025, mit Marcin Wasilewski, Sławomir Kurkiewicz, Michał Miśkiewicz)[4]

## Preise und Auszeichnungen
Erst 1991 wurde Lovano im Poll der Zeitschrift Down Beat als Tenorsaxophonist, der weitere Beachtung verdiene, gewürdigt. Bereits 1995 und 1996 wurde er im selben Poll durch teils parallele Siege als Musiker des Jahres, Tenorsaxophonist und Künstler des Albums des Jahres bestätigt. Ein ähnlicher Erfolg gelang ihm auch 2001 und wiederum 2010. Sein Album 52nd Street Themes wurde 2001 mit einem Grammy Award 2001 ausgezeichnet.

## Lexikalische Einträge
- Martin Kunzler: Jazz-Lexikon. Band 2: M–Z (= rororo-Sachbuch. Bd. 16513). 2. Auflage. Rowohlt, Reinbek bei Hamburg 2004, ISBN 3-499-16513-9.